# 约翰·希顿
约翰·希顿（英語：John Heaton，1908年9月9日—1976年9月10日），美国男子雪车、钢架雪车运动员。他曾代表美国参加1928年、1932年和1948年冬季奥林匹克运动会，获得二枚银牌和一枚铜牌。